# Natalla Maciejczyk
Natalla Maciejczyk (biał.: Наталля Мацейчык; ros.: Наталья Матейчик, Natalja Matiejczik; ur. 22 stycznia 1985 w Grodnie) – białoruska siatkarka grająca na pozycji środkowej, reprezentantka kraju. Od 2012 roku zawodniczka Siódemki LTS Legionovia Legionowo.

## Kluby
| Klub                              | Lata gry  |
| --------------------------------- | --------- |
| Minczanka Mińsk                   | 2002−2007 |
| Niemen Grodno                     | 2007−2009 |
| İqtisadçı Baku                    | 2009−2010 |
| Indiezit Lipieck                  | 2010−2011 |
| Irtysz Pawłodar                   | 2011−2012 |
| Siódemka LTS Legionovia Legionowo | 2012−2013 |